# Tomás Herrera

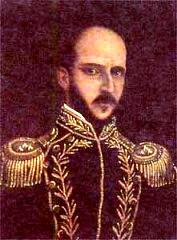

Tomás José Ramón del Carmen de Herrera y Pérez Dávila  (21 de dezembro de 1804 - 5 de dezembro de 1854) foi um estadista e general neogranadino que em 1840 se tornou o primeiro chefe de Estado do Estado Livre do Istmo, atual Panamá. Tomás de Herrera também se tornou Presidente da República de Nova Granada em 1854, durante a rebelião contra o presidente em exercício José María Melo.